# Acería del Ecuador
Acería del Ecuador Compañía Anónima bajo la marca comercial Adelca, es una siderúrgica en Ecuador, dedicada a la fabricación y comercialización de productos de acero. En la planta se realiza labores de acopio y procesamiento de chatarra para la fabricación de acero. 
Tiene dos plantas de producción en Alóag (sur de Quito) y Milagro (Guayas), además opera un desguace naval en la ciudad de Durán. En 2013 le aportó al país 400.000 toneladas de acero.

## Historia
Fue fundada el 17 de diciembre de 1963, con el fin de integrar las operaciones de reciclaje de acero en el país.
El 26 de junio de 2002, se enfrentó a una orden de embargo del Gobierno de Ecuador. Poco después el 9 de julio de 2002 La Agencia de Garantía de Depósitos levantó el embargo a Adelca.
En 2016, Adelca inauguró una planta en Milagro.

## Controversias
La empresa se ha visto involucrada en múltiples polémicas, como operar acopios de chatarra en sitios que no estaban autorizados para tal labor. El mal manejo de buques en la planta de desguace. Además de incendios en la planta de Milagro.